# Silobia rufescens
Silobia rufescens är en lavart som först beskrevs av Erik Acharius, och fick sitt nu gällande namn av M. Westb. & Wedin. Silobia rufescens ingår i släktet Silobia och familjen Acarosporaceae.  Arten är reproducerande i Sverige. Inga underarter finns listade i Catalogue of Life.